# 미나토지마역
미나토지마역(일본어: みなとじま駅, みなとじまえき 미나토지마에키[*])은 일본 효고현 고베시 주오구에 있는 고베 신교통 포트 아일랜드 선 (포트 라이너)의 역이다. 역 번호는 P05이다. 2011년 7월 1일에 고베 시립 의료 센터 중앙 시민 병원이 의료 센터 역 부근으로 이전한 데 따라 옛 칭호의 "시민병원 앞역"에서 변경되었다. 역 주변에 많은 대학 캠퍼스가 입지하여 "캠퍼스 앞"의 부역명이 붙어 있다.

## 역사
- 1981년 2월 5일: 포트 아일랜드 선 개통과 동시에 시민병원 앞역으로 영업 개시.
- 1995년
  - 1월 17일: 한신・아와지 대지진에 의한 영업 완전 중단.을 재개한다.
  - 5월 22일: 나카코엔 ~ 미나미코엔 ~ 기타후토 역간 복구에 따라 영업 재개(전 구간 복구는 7월 31일).
- 2004년
  - 11월 20일・21일: 고베 공항 방면으로의 연장 공사에 따라 궤도 전환 공사로 영업 전선 종일 정지.
  - 11월 22일: 새로운 1번 승강장의 사용을 개시하고 구역사의 사용 중단과 동시에 1층 개찰구가 사용을 개시하였다. 2층 개찰구는 전선 종일 정지 전날인 19일에 사용을 중지했다.
- 2005년 9월 10일・11일: 고베 공항 방면으로의 연장 공사에 따라 궤도 전환 공사로 영업 전선 종일 정지.
- 2006년 2월 2일: 고베 공항 역 방향으로 복선화 및 연장 개통에 따라 사용 중지 중의 옛 승강장은 2번 선으로 변경시키고 2번 선의 사용 재개.
- 2008년 4월 1일: 명명권 스폰서 계약에 의한 "캠퍼스 앞"의 부역명이 붙게 되고 계약 기간은 3년간[1].
- 2011년 7월 1일: 역명을 미나토지마역으로 변경[2].

## 역 구조
상대식 승강장 2면 2선의 고가역이다. 분기기, 절대 신호가 없어 정류장으로 분류된다. 일부 시간대에서 역무원이 배치되고 있다.
역사는 1층이 대합실, 2층이 승강장. 2번 승강장에는 포트 아일랜드 병원과 직결되는 개찰구가 있으며 궤도 전환 공사 전에는 개찰구는 본 역 뿐이었다. 개찰 내에는 엘리베이터, 에스컬레이터, 다목적 화장실 AED등이 있다. 1층 개찰구 앞에서 길 건너편 역 동쪽의 주택지까지 육교로 연결되어 있다.
개통 당초에는 현재 2번 선에 해당하는 승강장(당시 번호표기 없음)에만 한면 1면 1선에 기타후토 쪽만 일방 통행이었다. 고베 공항 확장 사업에 의한 복선화로 현재의 1번 승강장에 해당하는 플랫폼이 증설되었다.

### 승강장
| 1 | 고베 공항 방면・기타후토 경유 산노미야 방면 |
| 2 | 산노미야 방면(고베 공항 방면으로)           |

## 역 주변
- 고베 대학 첨단 융합 연구환 통합 연구 거점
- 고난 대학 포트 아일랜드 캠퍼스
- 효고 현립 대학 포트 아일랜드 캠퍼스
- 고베가쿠인 대학 포트 아일랜드 캠퍼스
- 슈쿠가와가쿠인 단기 대학
- 슈쿠가와가쿠인 중・고등학교
- 고베 여자 대학・고베 여자 단기 대학 포트 아일랜드 캠퍼스
- 효고 의료 대학
- 고베가쿠인 대학 부속 고등학교
- 일반 재단 법인 고베 시애틀 후생회 포트 아일랜드 병원
- 아리스톤 호텔 고베
- 도호 포트 아일랜드점(슈퍼 마켓)
- 훼미리마트 미나토지마 역전점

## 사진

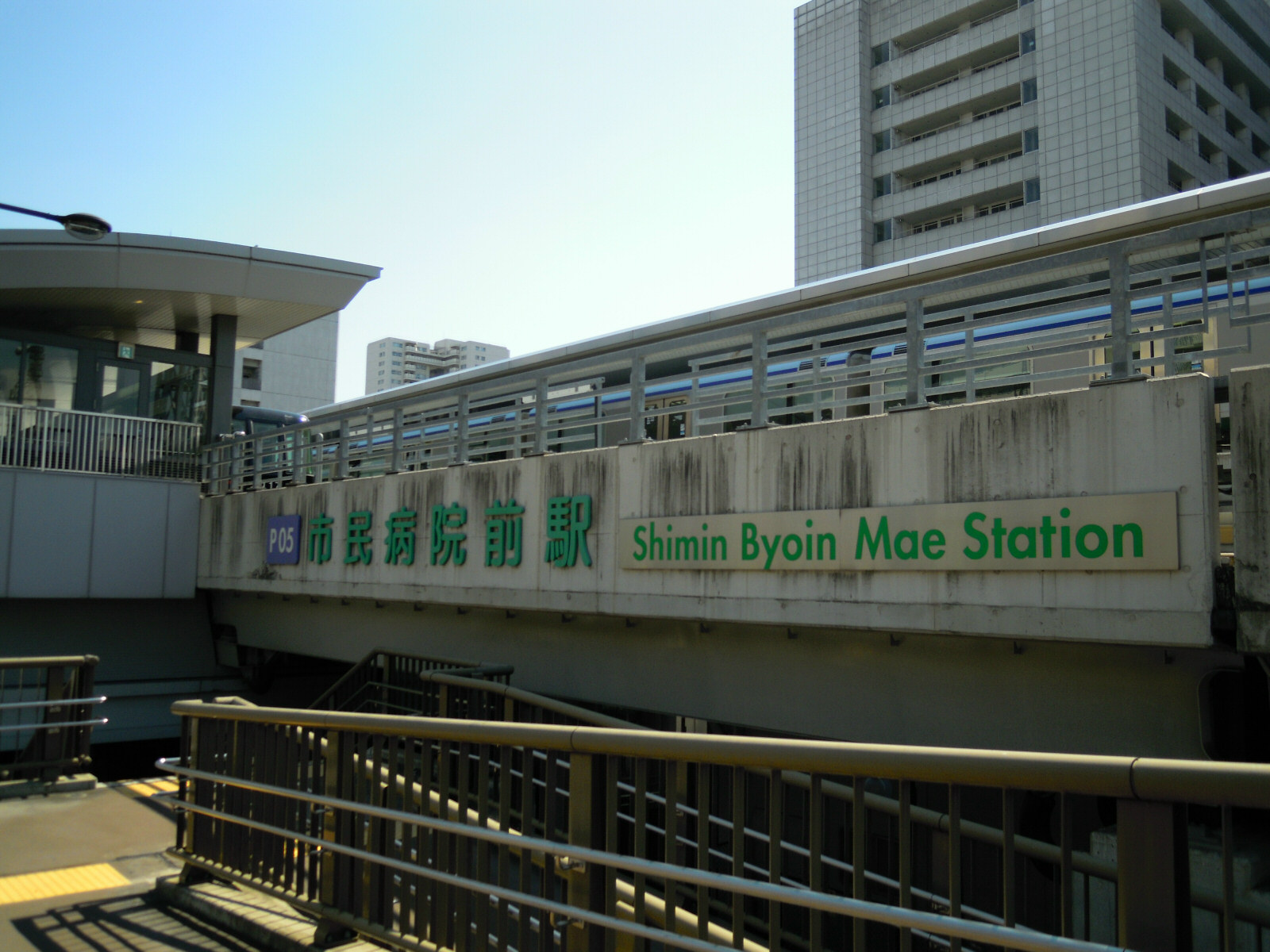
시민병원 앞역 시절의 역사(2011년)
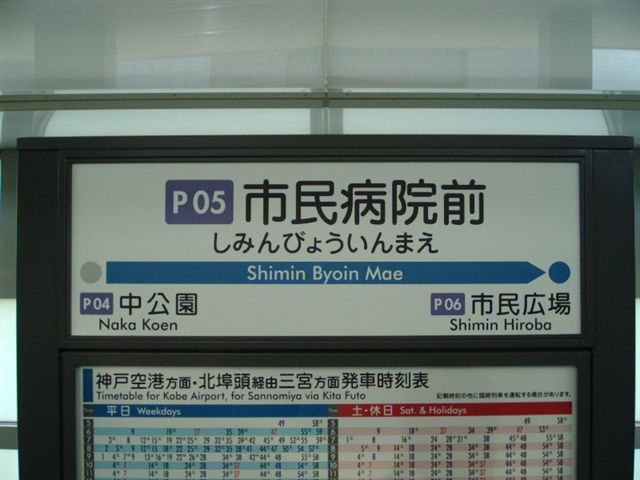
시민병원 앞역 시절의 역명판(2011년)

## 인접역
| 고베 신교통 ■ 포트 아일랜드 선 | 고베 신교통 ■ 포트 아일랜드 선 | 고베 신교통 ■ 포트 아일랜드 선 |
| ------------------------------ | ------------------------------ | ------------------------------ |
| P04 나카코엔 산노미야 방면     |                                | 시민히로바 P06 고베 공항 방면  |